# 1765 en musique classique
| \| • Retour à la chronologie générale de la musique classique • \| |
| Grèce • Rome • Haut Moyen Âge • VIIIe siècle • IXe siècle • Xe siècle • XIe siècle XIIe siècle • XIIIe siècle • XIVe siècle • XVe siècle • XVIe siècle • XVIIe siècle XVIIIe siècle • XIXe siècle • XXe siècle • XXIe siècle |
| • Retour à la chronologie générale de la musique classique • |

| Années en musique classique : 1762 - 1763 - 1764 - 1765 - 1766 - 1767 - 1768    |
| Décennies en musique classique : 1730 - 1740 - 1750 - 1760 - 1770 - 1780 - 1790 |

## Événements

### Créations
- 24 janvier : 

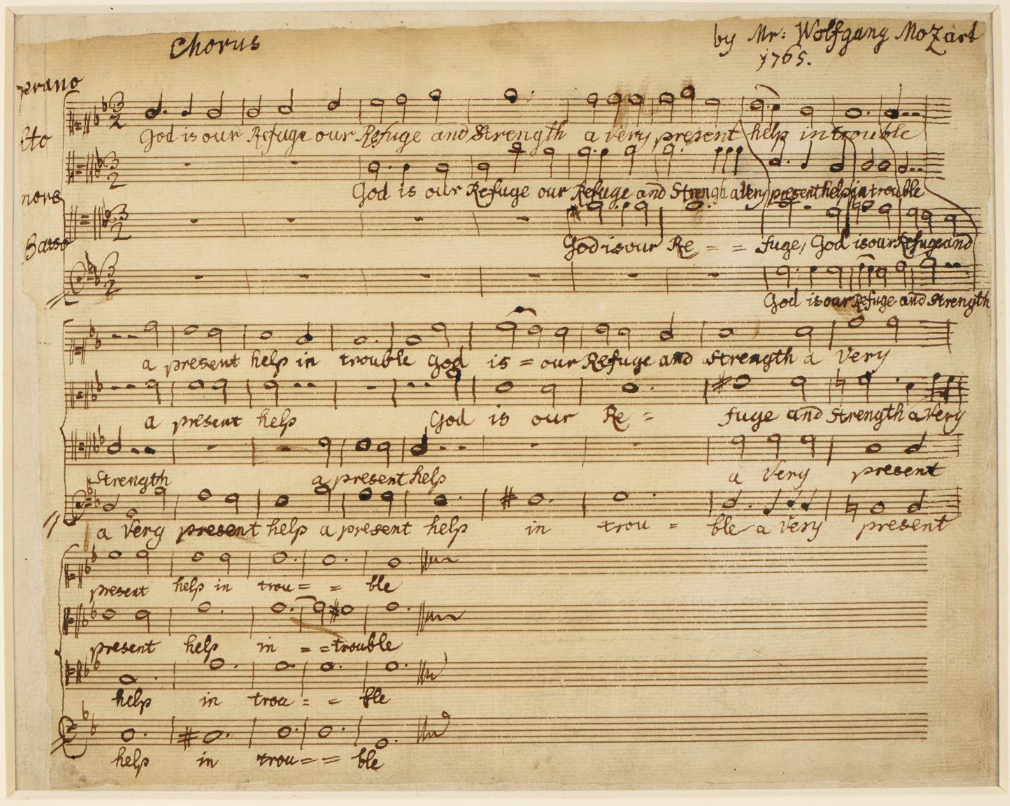
Manuscrit original de God is our Refuge de Mozart, conservé à la British Library

  - Il Parnaso confuso, serenata de Christoph Willibald Gluck, créé au Schloßtheater de Vienne.
  - L'école de la jeunesse ou Le Barnevelt françois, opéra-comique de Duni, créé au Théâtre de la Comédie-Italienne.
- 30 janvier : Télémaque ou L'Île de Circé, opéra de Gluck, créé au Burgtheater de Vienne.
- 19 juillet : la British Library remercie Leopold Mozart pour le manuscrit de God is our Refuge,  motet composé par Wolfgang Amadeus, âgé de neuf ans.
- 26 octobre : La Fée Urgèle, opéra-comique de Duni, créé au château de Fontainebleau.
- octobre : Mozart compose l'aria Conservati fedele à La Haye.

Date indéterminée
- La Misère heureuse, première représentation d’opéra polonais, œuvre de Maciej Kamieński, qui fait connaître des mazurkas folkloriques.
- Symphonie no 28 en la majeur de Joseph Haydn.
- Mozart compose l'aria Va, dal furor portata à Londres.

### Autres
- Création des concerts par abonnements Abel-Bach à Londres.

## Naissances

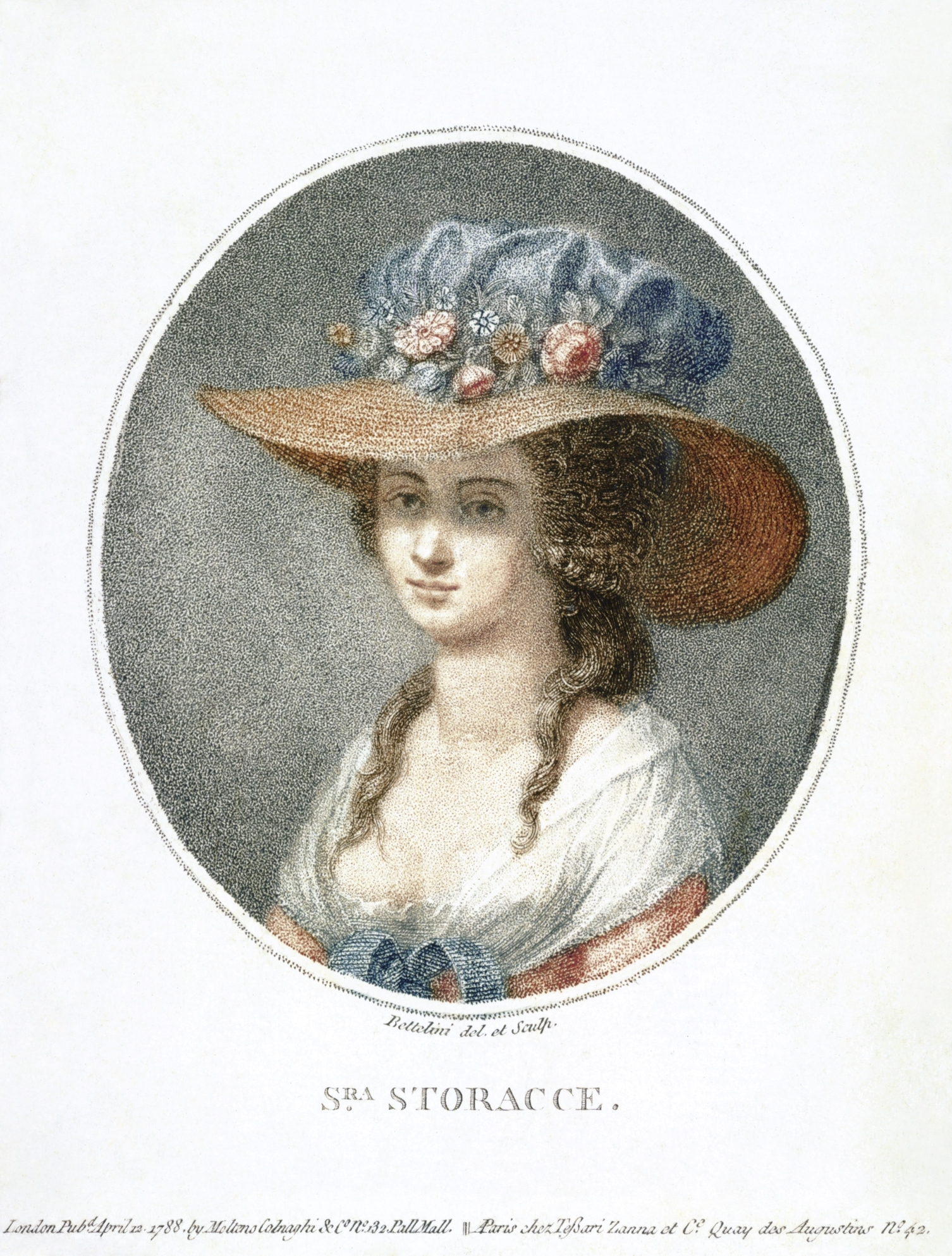
Nancy Storace

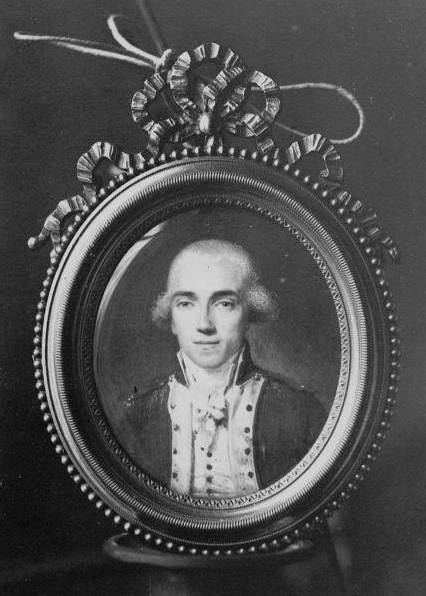
Bernard Sarrette

- 8 février : Joseph Leopold Eybler, compositeur autrichien († 24 juillet 1846).
- 28 avril : Jean-François Aldric, luthier français († 1843).
- 28 mai : Jean-Baptiste Cartier, violoniste, pédagogue, compositeur et éditeur de musique classique français († 21 mai 1841).).
- 13 juin : Anton Eberl, compositeur et pianiste autrichien († 11 mars 1807).
- 26 juin : Franz Xaver Kleinheinz, compositeur, professeur de piano et Kapellmeister autrichien († 29 janvier 1832).
- 2 septembre : Barbara Ployer, pianiste autrichienne († avant avril 1811).
- 7 octobre : Michał Kleofas Ogiński, compositeur polonais († 10 octobre 1833).
- 16 octobre : Frédéric Duvernoy, corniste, compositeur et pédagogue français († 19 juillet 1838).
- 22 octobre : Daniel Steibelt, compositeur et pianiste virtuose allemand († 20 septembre 1823).
- 26 octobre : Jakub Jan Ryba, compositeur tchèque († 8 avril 1815).
- 27 octobre : Nancy Storace, cantatrice anglaise († 24 août 1817).
- 23 novembre : Thomas Attwood, compositeur britannique († 24 mars 1838).
- 27 novembre : Bernard Sarrette, fondateur du Conservatoire de musique et de déclamation († 13 avril 1858).

Avant 1765
- Giuseppe Palomba, librettiste italien († après 1825).

## Décès
- 12 janvier : Johann Melchior Molter, compositeur allemand (° 10 février 1696).
- 15 janvier : Carlmann Kolb, organiste et compositeur allemand (° 29 janvier 1703).
- 19 janvier : Johann Joachim Agrell, compositeur suédois (° 1er février 1701)
- 9 février : Elisabetta de Gambarini, musicienne anglaise (° 7 septembre 1731).
- 20 mars : Paolo Antonio Rolli, poète et librettiste d'opéra italien (° 13 juin 1687).

Date indéterminée
- Pietro Chiarini, compositeur italien.
- Louis-Antoine Dornel, compositeur français (° 1685)